# Trioceros perreti
Espèce
Synonymes
- Chamaeleo wiedersheimi perreti Klaver & Böhme, 1992

Statut CITES
Trioceros perreti est une espèce de sauriens de la famille des Chamaeleonidae.

## Répartition
Cette espèce est endémique du Cameroun.

## Étymologie
Cette espèce est nommée en l'honneur de Jean-Luc Perret.

## Publication originale
- Klaver & Böhme, 1992 : The species of the Chamaeleo cristatus group from Cameroon and adjacent countries, West Africa. Bonner Zoologische Beiträge, vol. 43, no 3, p. 433-476 (texte intégral).